# Kaligawe (Susukanlebak)
Kaligawe is een bestuurslaag in het regentschap Cirebon van de provincie West-Java, Indonesië. Kaligawe telt 2948 inwoners (volkstelling 2010).